# Mitthyridium parvulum
Mitthyridium parvulum là một loài rêu trong họ Calymperaceae. Loài này được A. Jaeger H. Rob. mô tả khoa học đầu tiên năm 1975.